# Церковь Святого Бернарда (Бранденбург)
Церковь Святого Бернарда (нем. Sankt Bernhard) — католическая филиальная церковь в районе Альтштадт города Бранденбург-на-Хафеле. В начале XX века католическая община района дважды в неделю проводила богослужения в помещении прокатного цеха местного металлургического завода «Norddeutsche Siedlungsgesellschaft». В 1934 году епископ Николаус Барес освятил новую церковь, строительство которой финансировалось на пожертвования местных жителей. Помимо католической общины, церковь использовалась и православными прихожанами.

## История и описание
В 1912 году, с закладкой первого камня в основание нового сталелитейного заводе в Бранденбурге-на-Хафеле, началось и строительство нового жилого квартала. К 1919 году в нём было 24 дома, а весной 1920 года к заселению заводчанами были готовы 146 новые квартиры. В тот период местная католическая община не имела своей церкви и дважды в неделю проводила богослужение в заводских помещениях. Новая церковь, построенная на пожертвования прихожан, была освящена епископом Николаусом Баресом в 1934 году — её покровителем был выбран Бернард Клервоский. В итоге, небольшая церковь использовалась для богослужения в период с 1934 по 2014 год: 30 августа 2014 года в её здании прошла последняя месса. В 2015 году было основано объединение «St. Bernhard Gemeinschaftskirche Brandenburg», которое планировало приобрести здание.
Церковь Святого Бернарда имеет простую конструкцию оштукатуренного здания; она примыкает к ряду домов, образуя их западный конец. Западный башенный портал церкви украшен кладкой из клинкерного кирпича. В конструкцию фасада башни внесен ризалит. Крест храма прикреплен к его западному фронтону; неф покрыт скатной крышей. На северной и южной сторонах установлены шесть небольших прямоугольных окон. Интерьер церкви прост: гладкие белые оштукатуренные стены и деревянный алтарь без украшений. Слева от алтаря расположено деревянное изображение Богородицы, а справа — скульптура святого Бернарда Клервоского. Витражные окна были изготовлены в 1948 году по проекту художника Вернера Кляйншмидта (нем. Werner Kleinschmidt). Между окнами расположен «крестный путь». В связи с тем, что церковь использовалась русской православной общиной, в здании имелись и несколько икон. Справа от входа находился небольшой орган, а за ним — табличка с именами прихожан, погибших во время Второй мировой войны.